# Knut Ansgar Nelson
Knut Ansgar Nelson (Frederiksværk, 1º ottobre 1906 – Newport, 31 marzo 1990) è stato un vescovo cattolico danese.

## Biografia
Monsignor Knut Ansgar Nelson nacque a Frederiksværk il 1º ottobre 1906. Nel 1925 si trasferì per studiare negli Stati Uniti d'America.

### Formazione e ministero sacerdotale
Si convertì al cattolicesimo mentre lavorava a Salem, Massachusetts, studiando arte medievale. Nel maggio del 1931 entrò nel monastero benedettino di Portsmouth, Rhode Island. Il 30 maggio 1932 emise la prima professione e il 30 maggio 1935 quella solenne.
Il 22 maggio 1937 fu ordinato presbitero. Durante i suoi primi anni nel monastero insegnò i classici in quella che allora era la scuola del priorato di Portsmouth.

### Ministero episcopale
Il 12 luglio 1947 papa Pio XII lo nominò vicario apostolico coadiutore di Svezia e vescovo titolare di Bilta. Ricevette l'ordinazione episcopale l'8 settembre successivo nella cattedrale dei Santi Pietro e Paolo a Providence dall'arcivescovo Amleto Giovanni Cicognani, delegato apostolico negli Stati Uniti d'America, coconsacranti il vescovo di Providence Francis Patrick Keough e il vicario apostolico della Danimarca Johannes Theodor Suhr.
Nel 1951 visitò monsignor Duane Garrison Hunt a Salt Lake City e in quell'occasione fu intervistato sull'impatto della politica sovietica sullo stato del cristianesimo in Scandinavia.
Il 29 giugno 1953 papa Pio XII elevò il vicariato apostolico a diocesi e monsignor Nelson ne divenne vescovo coadiutore. Il 1º ottobre 1957 succedette alla medesima sede.
Il 2 luglio 1962 papa Giovanni XXIII accettò la sua rinuncia al governo pastorale della diocesi e lo nominò vescovo titolare di Dura. Dopo il suo pensionamento prestò servizio come cappellano in un convento di suore in Svizzera per cinque anni prima di tornare all'abbazia di Portsmouth. Lì tenne seminari di filosofia per i novizi e per gli studenti dei gradi più avanzati della scuola.
Morì all'ospedale di Newport il 31 marzo 1990 all'età di 83 anni. È sepolto nel cimitero del priorato di Newport.
Nel 1996 venne istituita una borsa di studio presso la Portsmouth Abbey School a lui dedicata, il "Bishop Ansgar Nelson OSB Memorial Fund".

## Genealogia episcopale
La genealogia episcopale è:
- Cardinale Scipione Rebiba
- Cardinale Giulio Antonio Santori
- Cardinale Girolamo Bernerio, O.P.
- Arcivescovo Galeazzo Sanvitale
- Cardinale Ludovico Ludovisi
- Cardinale Luigi Caetani
- Cardinale Ulderico Carpegna
- Cardinale Paluzzo Paluzzi Altieri degli Albertoni
- Papa Benedetto XIII
- Papa Benedetto XIV
- Papa Clemente XIII
- Cardinale Marcantonio Colonna
- Cardinale Giacinto Sigismondo Gerdil, B.
- Cardinale Giulio Maria della Somaglia
- Cardinale Carlo Odescalchi, S.I.
- Cardinale Costantino Patrizi Naro
- Cardinale Lucido Maria Parocchi
- Papa Pio X
- Cardinale Gaetano De Lai
- Cardinale Raffaele Carlo Rossi, O.C.D.
- Arcivescovo Amleto Giovanni Cicognani
- Vescovo Knut Ansgar Nelson, E.B.C.